# John-Étienne Chaponnière
Jean-Élie Chaponnière, dit John-Étienne Chaponnière, né le 11 juillet 1801 à Genève et mort le 19 juin 1835 à Mornex, est un sculpteur, graveur, peintre et dessinateur genevois, actif à Naples et, surtout, à Paris. Figure marquante du début du romantisme en sculpture, il est considéré par la critique de son temps comme pionnier du genre des statuettes-portraits.

## Biographie
Les parents du futur sculpteur, Jean-Jérôme Chaponnière, gaînier, et Andrienne Foulquier, le destinaient à une carrière dans le commerce. Mais après les études du collège qu’il suit jusqu’à ses quatorze ans, John Chaponnière abandonne le commerce pour entrer à l’École de dessin dite « du Calabri », administrée par la Société des arts de Genève. Pendant quatre ou cinq années, il y étudie la gravure pour boîtes de montres avant de passer, sur le conseil de son maître, Joseph Collart, à la médaille et à la sculpture.
Encouragé par le président de la Société des arts, Marc-Auguste Pictet, Chaponnière quitte Genève pour Paris à l’âge de vingt ans pour entrer à l’École royale des beaux-arts. Là, il se force pendant trois ans à copier des antiques et des médailles, toujours avec la même lenteur et mollesse. « J’aime trop la sculpture et trop peu la gravure », confesse-t-il.
En 1824, Chaponnière vient travailler avec James Pradier, sur l’invitation de ce dernier qui partage l’esprit novateur du jeune artiste. Pendant deux ans, Chaponnière se familiarise dans l’atelier de Pradier avec la technique et la théorie de son art. En mai 1826, son apprentissage terminé, il part pour l’Italie, chez son frère Jean, de dix ans son aîné, employé de la banque de Jacques Aulagnier-Darier. Chez lui, à Naples, Chaponnière commence à dessiner et à peindre des sujets populaires.
Un an après son arrivée à Naples, Chaponnière débute en sculpture avec sa Jeune Grecque pleurant sur le tombeau de Byron qui s’inscrit dans le cadre d’une campagne de solidarité avec les Grecs luttant pour leur indépendance. Les Genevois Guillaume Favre-Bertrand, président du Comité grec de Genève, et Jean-Gabriel Eynard, financier, achètent ce chef-d’œuvre pour en faire don au Musée Rath à Genève.

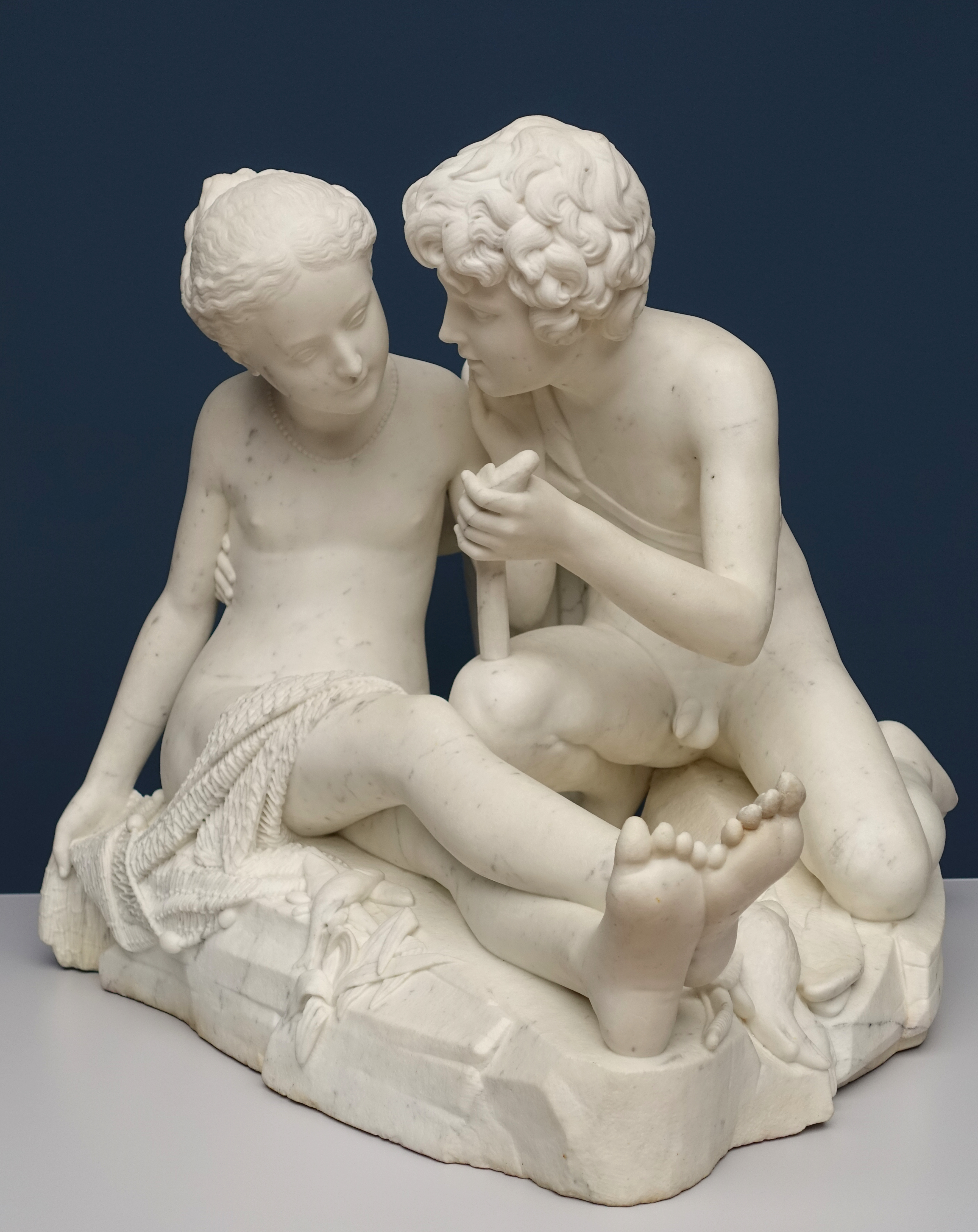
Daphnis et Chloé

En 1828, Chaponnère exécute son deuxième groupe, Daphnis et Chloé, qui, admiré autant que le précédent, ne trouve cependant pas d’acquéreur, pas plus que sa troisième statuette, le Fils de Tell (1830), qu’il offre alors au Musée de Bern.
De retour à Genève à l’été 1829, le jeune statuaire pose sa candidature au poste de professeur de sculpture à l’École de modelage. Mais malgré le soutien de nombreux membres de la Société des arts, c’est l’ancien professeur, David Détalla, qui est réélu, compte tenu de son âge et de son ancienneté.
Déçu par cet échec, Chaponnière part pour Paris au début 1830 et y mène une carrière pleine de privations : son frère, ruiné, ne peut plus lui être d’un grand secours sur le plan financier. Aussi, en 1831-1832, fait-il de la peinture alimentaire, à sujets historiques et religieux. Sa situation s’améliore peu à peu après le succès de Daphnis et Chloé et de Jeune Grecque qu’il expose respectivement au Salon de 1831 et celui de 1833. Adolphe Thiers, ministre du Commerce et des Travaux publics, lui fait la commande du buste en marbre du duc de Nemours, second fils du roi Louis-Philippe Ier, suivi de celle du buste de Dureau de Lamalle, membre de l’Institut de France.
Une fois cette dernière commande réalisée, Chaponnière invente et met en vogue un nouveau genre, celui des figurines-portraits. La première statuette ainsi réalisée est celle de James Pradier qui accepte de poser à son élève pour le premier essai.
À l’été 1833, Thiers charge Chaponnière de créer l’un des bas-reliefs de l’Arc de Triomphe, la Prise d’Alexandrie par le général Kléber. L’exécution de cet ouvrage qui dure plusieurs mois aggrave l’état de santé du jeune sculpteur déjà altéré par la période de détresse de 1831-1832. Il se rend se reposer à Mornex, petite commune savoyarde située tout près de Genève au pied du Salève, et en revient se sentant un peu mieux.

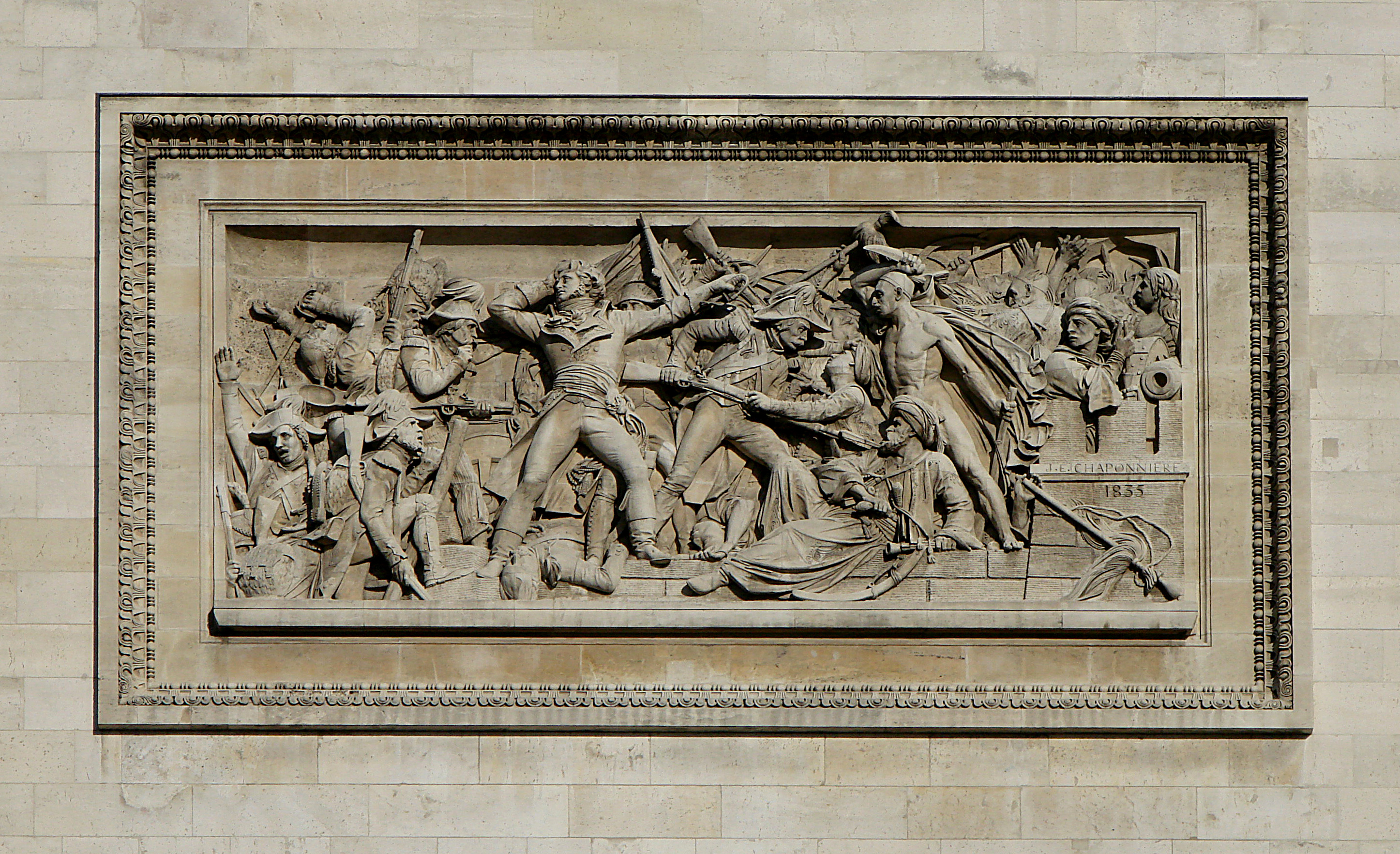
Prise d’Alexandrie

Les deux derniers travaux que Chaponnière réalise parallèlement à son bas-relief sont le Ghiotto et sa chèvre et le David vainqueur de Goliath (1834). « On me dit que c’est ce que j’ai fait de mieux ; je le souhaite, ce n’est cependant pas fameux », écrit Chaponnière à propos du David qu’il présente, avec un grand succès, au Salon de 1835. Dans les années qui suivent, les Genevois font couler le plâtre du David en bronze et l'installent au parc des Bastions.
En mai 1835, la rechute de sa tuberculose oblige Chaponnière à se retirer à Mornex où il s’éteint le 19 juin 1835. Son corps est transporté à Genève et les obsèques se déroulent au Temple de Saint-Gervais, lieu de son baptême.

## Hommages

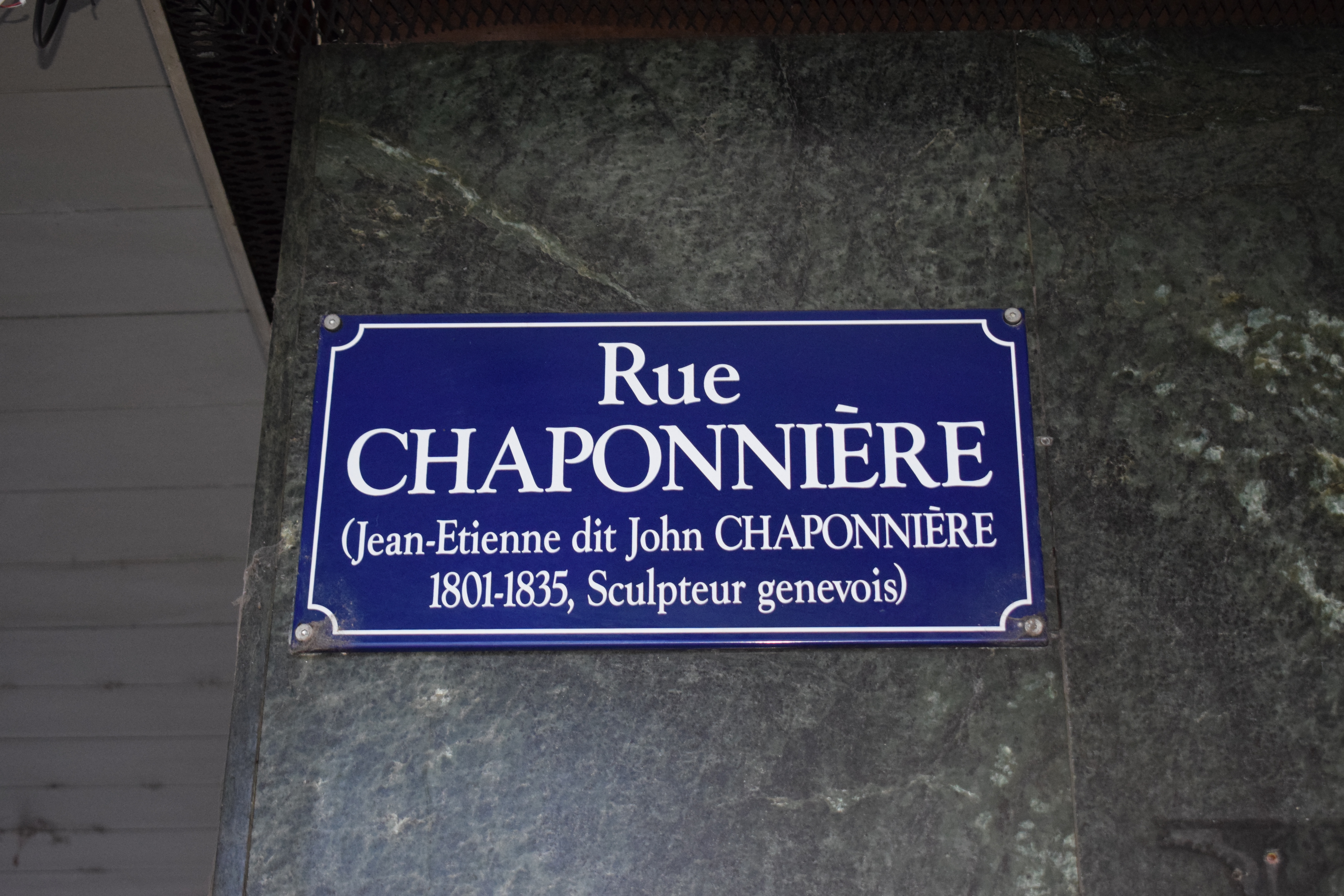
Plaque de la rue Chaponnière à Genève

À Genève, une rue porte le nom de Chaponnière en hommage à lui et à sa famille.